# 开元寺 (邢台市)
邢台开元寺，通称开元寺，又称东大寺，是位于中华人民共和国河北省邢台市襄都区的汉传佛教寺院。开元寺前身或可追溯至后赵时期，开元寺之名则源自唐玄宗开元年间（713年—741年）。开元寺自建成后，几经兴衰。元代，开元寺的核心建筑圆照塔被烧毁，后又成为皇家御用寺院，也称为大开元一宗之祖庭。元末明初，开元寺再次基本被毁。明代重修后，开元寺基本形成如今古开元寺（开元古寺）之格局。中国抗日战争时期，开元寺再度衰微，失去宗教功能。2006年，开元寺得以再次中兴。
现在的开元寺分为东西两部分，分别为西侧的古开元寺（开元古寺）和东侧新建成的大开元寺。古开元寺（开元古寺）存山门、天王殿、毗卢殿、观音殿、大雄宝殿等建筑。大开元寺为五进式伽蓝七堂。另寺院外也有开元寺广场公园。开元寺是第六批全国重点文物保护单位。开元寺现存十六面尊胜陀罗尼经幢、大佛顶随求尊胜陀罗尼之幢、大铁钟等文物。

## 相关历史

### 寺庙创建
开元寺的前身说法众多，其中最早的可追溯至后赵时期。在后赵境内普及佛教的佛图澄建有佛寺近900所，其中襄国中寺是佛图澄弘扬佛法的中心寺院。2002年，在开元寺大雄宝殿东南出土刻有文字的青石莲花座。该莲花座原为石碑，文字内容为后赵君主石勒彰显其生母王太夫人的恩德，时代约为建兴元年（313年）或者次年。石勒可能将祭祀生母的祠堂及石碑建在襄国中寺之中，或襄国中寺可能是由放置石碑的祭祀场所改建而来。永宁二年（351年），冉闵攻入襄国，后赵时期宫殿、寺庙毁于一旦，该石碑也未幸免。后在襄国中寺的故址上重建寺院，被毁坏的残碑被改为莲座，残存至今。
据《邢台开元寺金石志》，邢台的开元寺的前身可能是隋代隋文帝时期的泛爱寺。仁寿元年至仁寿四年（601年-604年），隋文帝诏令天下佛寺修建阿育王塔式的舍利塔，其中包括邢州泛爱寺。高僧释宝袭负责监督建造佛塔，奉敕礼送舍利道邢州泛爱寺。天授元年（690年），武则天敕令将泛爱寺更名为大云寺，后唐玄宗改大云寺为开元寺。:3
另外也有开元寺修建于唐代之说。武则天自天授元年（690年）在各州置大云寺，邢州包括在其中。开元二十六年（738年），唐玄宗诏令将各州“郭下定形胜观寺”（位于州城内或近郊，且为州内规模大的寺）改为开元寺，并亲笔题“开元寺”匾额，赐各州开元寺悬挂，其中包括邢台大云寺。:1-13:48-55而明清两代多个版本的《邢台县志》记载开元寺于唐开元间年建立。:48-55

### 兴盛时期
唐开元年以后，逢千秋节、三元节，开元寺成为邢州举办庆典、庆祝圣寿的政治场所。邢州的开元寺同样吸引着唐域外僧人前来，新罗人慧觉的僧籍位于邢州开元寺，后来他在沙河漆泉寺任主持。晚唐时期，开元寺立有十六面佛顶尊胜陀罗尼经幢。晚唐时期开元寺的文化僧人众多，其中法明上座住持开元寺时，好喝酒，醉酒后好唱曲，咏柳永词。会昌毁佛及显德毁佛之时，佛教在中国遭受沉重打击。但北方地方官员尊重佛教，一些寺院得到保护，加上邢州为后周世宗柴荣的故乡，作为唐代敕赐寺额的开元寺遭受冲击较小。到后梁乾化年间（911年—915年），天竺僧人空本被诏封为特进鸿胪卿、开府仪同三司等职，奉召在开元寺翻译佛经。此时，修建大佛顶随求尊胜陀罗尼之幢。:1-13:55-64; 141-146
时至宋代，开元寺得到发展。宝元二年（公元1039年）至宋嘉祐七年（公元1062年），开元寺内建立起大圣塔。大观三年（公元1109年），宋徽宗赵佶赐名圆照塔，在开元寺观音殿前立有由陈振撰文、晁泳之书丹的《敕勒开元寺圆照塔记》。:141-146皇祐四年（1052年），刘从广将相传为钟离权题写的草书题壁诗镌刻而成的《钟离权诗刻石》立于开元寺观音殿前。:55-64金大定五年（1165年），开元寺圆照塔历经首次修缮。大定二十五年（1184年），定远大将军王璧等人新铸造一口铁钟置于开元寺内。:1-13
贞祐之乱时，战火烧至邢州，圆照塔“烬于兵”，开元寺也被破坏。窝阔台三年（1231年），元将领史天泽请万安广恩担任开元寺主持，万安广恩主持顺德府开元寺时期进入鼎盛时期。万安广恩不仅对开元寺维修、重修，花费超过九年（1231年2月至1240年9月）重建圆照塔。还关心民生，有“贾菩萨”之称。万安广恩任开元寺主持时，仅经其剃度的僧人超千人，受具足戒者达万人，进而形成以万安广恩为祖师的“大开元一宗”，后由王磐撰写《顺德府大开元寺资戒坛碑》。元宪宗元年（1251年），忽必烈特旨修建修建万安恩公塔。忽必烈成为皇帝后于至元十三年（1276年），设贤戒大会于顺德府开元寺，此后两次前往开元寺。至元十六年（1279年），对圆照塔进行修缮，经刘秉忠奏请忽必烈，赐名圆照塔以普门之塔，敕赐寺额“大开元寺”，王恽撰《顺德府大开元寺重建普门塔碑铭》。与其他汉地佛教宗派受到宣政院释教都总统所管理不同，大开元一宗受到元朝的扶持，由皇帝“特命近臣主领”。大开元一宗的总部——大开元一宗诸路都宗摄，也设在开元寺。开元寺主持及大开元一宗都宗摄均有元朝朝廷直接任命，开元寺成为皇家御用寺院。泰定三年（1326年），损庵洪益主持修缮普门塔。大开元一宗都宗摄传承十九代。:1-13:113; 124-127; 129; 141-146

### 明清重建
元末明初，开元寺地位急剧下降。元末，开元寺僧众因倚仗皇家权威，多行不义。《顺德府志》记载“开元寺最胜，寺有木浮图，极壮丽，可容千余僧，僧多为不义”。元顺德府总管刘绍祖在红巾军攻打顺德府时，为抢占寺产供军需，以僧侣不义为由杀僧侣、烧浮屠，普门塔毁于一旦。到明代天顺七年（1463年），因佛教寺院“极土木之丽”，而孔庙、学宫却规模狭隘，邢台县知县邢伯玉利用不是古迹的佛教寺庙建材，建立学宫。加上改朝换代的战乱，开元寺建筑所剩无几。:1-13:137
从元至正十八年（1358年）到明弘治年，开元寺经历百余年的萧条。自明弘治年起，开元寺经历了超过40年的修缮、重建。弘治元年（1488年），开元寺主持祖翱重修寺内建筑，并将原照塔更名普门阁。正德十三年（1518年），都纲昌俊等人重修大雄殿，将前檐柱更换为高浮雕滚龙石柱。将原普门塔改建为五华殿。嘉靖四年（1525年）、嘉靖九年（1530年），药师殿（四殿）、天王殿（三殿）经重修。嘉靖四十三年（1564），开元寺铸铜佛。隆庆二年（1568年）到万历十二年（1584年），再次重修天王殿，并将天王殿更名为菩萨殿。崇祯三年（1630），对开元寺山门等建筑重修。至此，开元寺格局与如今规模基本相同。:1-13
清代，开元寺经历过数次重修。其中规模较大的包括：顺治年历时8年修缮药师殿（四殿）、钟楼等建筑，后立《重修开元寺碑》；康熙四年（1665年），重修开元寺毗卢千佛阁；乾隆三十一年（1766年）再次对开元寺进行大修，由耿寿平撰写《重修开元寺碑》文；咸丰元年（1851年），再次修缮开元寺毗卢千佛阁；光绪年间，对万安恩公塔基座进行修缮。:1-13:68-72

### 衰败保护
中华民国大陆时期，因战火频发，开元寺虽维持其规模，但寺院的建筑、佛像已失修、颓残。民国三年（1914年），对大铁钟的悬钟支架加固。民国二十二年（1933年），邢台县政府大修开元寺。中国抗日战争期间，邢台被日军占领后，开元寺再次成为“野寺”。:13:68-72民国二十四年（1935年），建筑学家梁思成等人考察开元寺，对万安恩公塔测绘后收录入《中国建筑史》。刘敦桢对开元寺塔林拍照后，将其附入《河北古建筑调查记》。:472民国三十三年（1944年），华北治安军第十一集团司令高子儒主持重修开元寺药师殿，并将其改名为大雄殿。中华民国大陆时期的《邢台县志》把开元寺列入“邢台八景”，但名称为“野寺钟声”。民国三十四年（1945年），八路军胜利被服厂迁至开元寺，开始军用棉被的生产。1947年改为前进鞋厂，用于生产军用布鞋。1952年，更名邢台市鞋厂并被划归地方管理。文化大革命破四旧期间，万安恩公塔被炸毁，大量元代碑刻被毁或流失。鞋厂工人利用泥灰将菩萨殿的石柱包裹起来，使其免遭红卫兵的破坏。:1-13
1982年，河北省第二批文物保护单位公布，开元寺位列其中。1988年，鞋厂成品仓库，毗卢殿基本被焚毁。此后，天王殿、大雄宝殿交由文物部门管理。1988年、1992年，河北省文物局和邢台市人民政府共同投资，先后维修天王殿、大雄宝殿。1997年，邢台市鞋厂迁离开元寺。同年，河北省文物局、邢台市佛教学会先后投资，对开元寺菩萨殿、毗卢殿维修和重建。2006年，中华人民共和国国务院公布第六批全国重点文物保护单位，开元寺以“邢台开元寺”之名位列其中。2008年，开元寺文物管理所成立，专司保护、管理开元寺。:13

### 寺院中兴
21世纪后，僧人释净慧开始关注开元寺的中兴。中国共产党邢台市委员会与邢台市人民政府为将邢台申报国家历史文化名城，也多次召开开元寺的恢复扩建的研究专题会议。经河北省佛教协会、中国共产党邢台市委员会、邢台市人民政府多方协调，2006年9月，大开元寺成为宗教活动场所，并由释净慧驻锡大开元寺，负责大开元寺重修、复建。2006年10月，大开元寺奠基。2009年，开元寺广场公园落成。2013年9月，邢台大开元寺寺院落成，并举办寺院落成开光暨明憨法师升座庆典法会，释传印主法并题“盛世开元”字。

## 建筑形制

### 概述
开元寺位于中华人民共和国河北省邢台市襄都区，地处旧城东北角，故俗称东大寺。开元寺与位于旧城西北隅的西大寺—天宁寺向望。2006年修缮扩建后，开元寺分为西侧以旧有建筑为主的古开元寺（开元古寺）和东侧新建成的大开元寺，另外还有开元寺广场公园。

### 旧有建筑
早期的开元寺的建筑包括木质浮屠，其中隋文帝舍利塔时代较早，但鲜有记载。宋代建立的大圣塔，后更名圆照塔，塔高七层，高约92米。其下有地宫，地宫内有石函，石函内出土有装舍利的影青点彩净瓶。元代万安禅师重建的圆照塔（普门塔）为十三级密檐式木塔，“崇六十仞”（约108米），位于今菩萨殿（三殿）前。2000年修复三殿时，发现观音殿前存覆斗式的地基，地基边长20米，底部有青砖铺地，四周砌砖，可能是圆照塔（普门塔）的地基。:141-146
古开元寺在金元时期为鼎盛时期，彼时是以普门塔为中心的五进式院或七进式寺院，东西约500米，南北近300米，或更大。中轴线上有广场、瓦乔、照壁、山门、天王殿、毗卢千佛殿、十三级普门塔、大雄宝殿、护国仁王佛阁法堂等建筑，建筑间通过配殿、厢房、回廊连接，形成多进院落。寺院西北为建筑群，以万安恩公塔为中心。寺院东侧有卧佛殿、圣母殿、万佛殿。毗卢千佛殿前有钟楼、鼓楼，均设置配殿等配套建筑。万安井位于观音殿西北角。其中，开元寺山门前原有大型照壁，照壁为庑殿一字式，施筒瓦。中由方砖堆砌为框架，磨砖对缝。照壁四周有砖雕，中间由测色琉璃拼砌而成的滚龙团花，下为须弥座。:78-80万安恩公塔是位于高基台之上的八角七级密檐式塔，塔基处为平座勾栏与莲座，其上为高瘦塔身，再上出密檐。塔八面存有隐砌七层檐小塔，普拍枋下方隐约呈现出惹草纹饰。20世纪初晚安恩公塔尚存，70年代尚存东西20米，南北12米的万安恩公塔建筑基址，建筑基址处存有直径1.2米的柱础。:73-77
元末，普门塔在战争中被毁。明代重建后的建筑布局与如今古开元寺的建筑格局基本一致，不过普门塔、琉璃滚龙团花照壁、石狮、原瓦乔等建筑已不复存在。明代重建开元寺时，普门塔塔基尚存，并将其改建为高八、九丈（超过22米）的五华殿。现开元寺建筑南北长约400米，东西宽60余米，占地面积超过37亩（24666平方米）。古建筑依次为包括照壁、瓦乔、山门、天王殿、毗卢殿、观音殿、大雄宝殿等，其后有经幢、铁钟等文物。:73-77:14

#### 照壁与山门

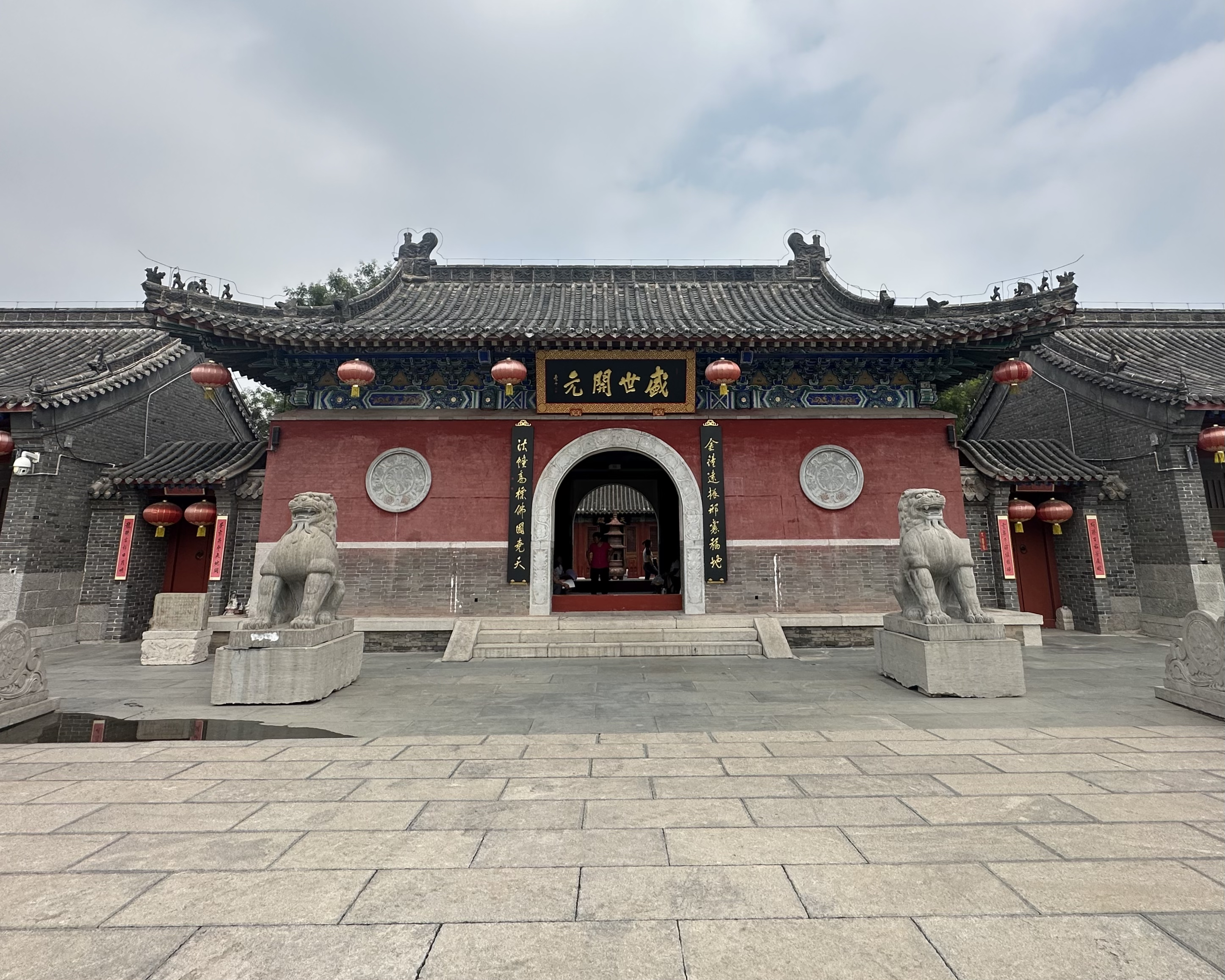
邢台开元寺山门

现在的照壁南北有石雕壁画，有超过150个人物，内容为佛教故事。与其他佛寺不同的是，开元寺设有独立的山门，进入山门后有仅一尊金刚力士像。:78-80

#### 天王殿

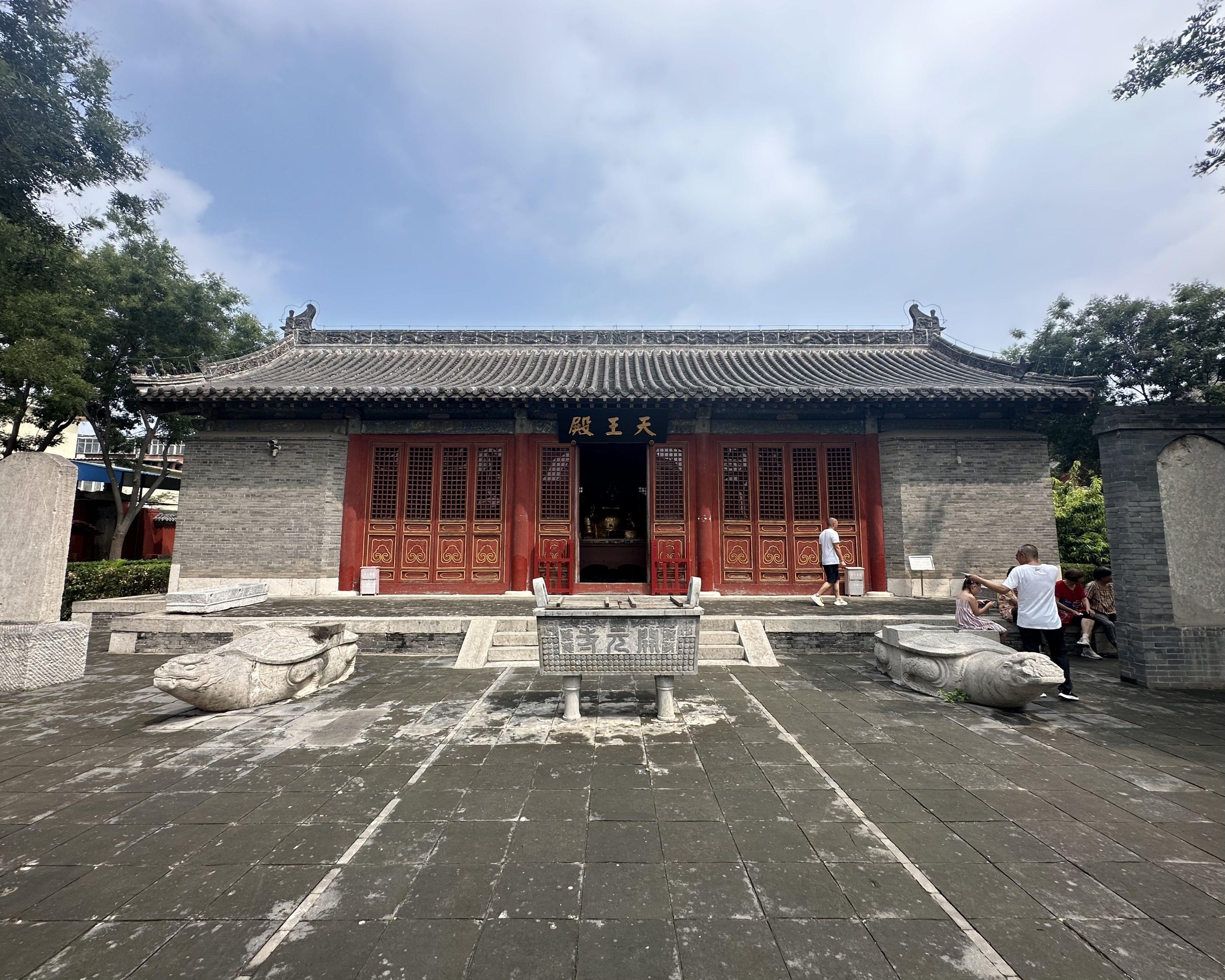
邢台开元寺天王殿

天王殿又命弥勒佛殿，是开元寺中轴线上的第一座大殿，故也被称为头殿、一殿。天王殿为清代中国传统建筑，建筑面积156平方米，面阔五间（近19米），进深三间（8米有余）。建筑单檐悬山顶，施灰色布瓦。檐下施三踩斗拱，彻上露明造。:16-17建筑四壁存题写诗词。
现存天王殿为清代乾隆时期重建。1992年，邢台市文物部门对天王殿进行落架维修。2001年对殿内弥勒佛、四大天王、韦驮等像重塑。:16-17殿前原有明嘉靖四十三年（1564年）《开元寺铜佛记》和明崇祯三年（1630年）立《重修开元寺山门两殿记》两方石碑。殿内原供奉明嘉靖四十三年（1564年）所铸弥勒佛铜像。:78-80相传钟离权在此殿题诗二首，宋人曾将此二诗刻于石之上。:16-17

#### 毗卢殿

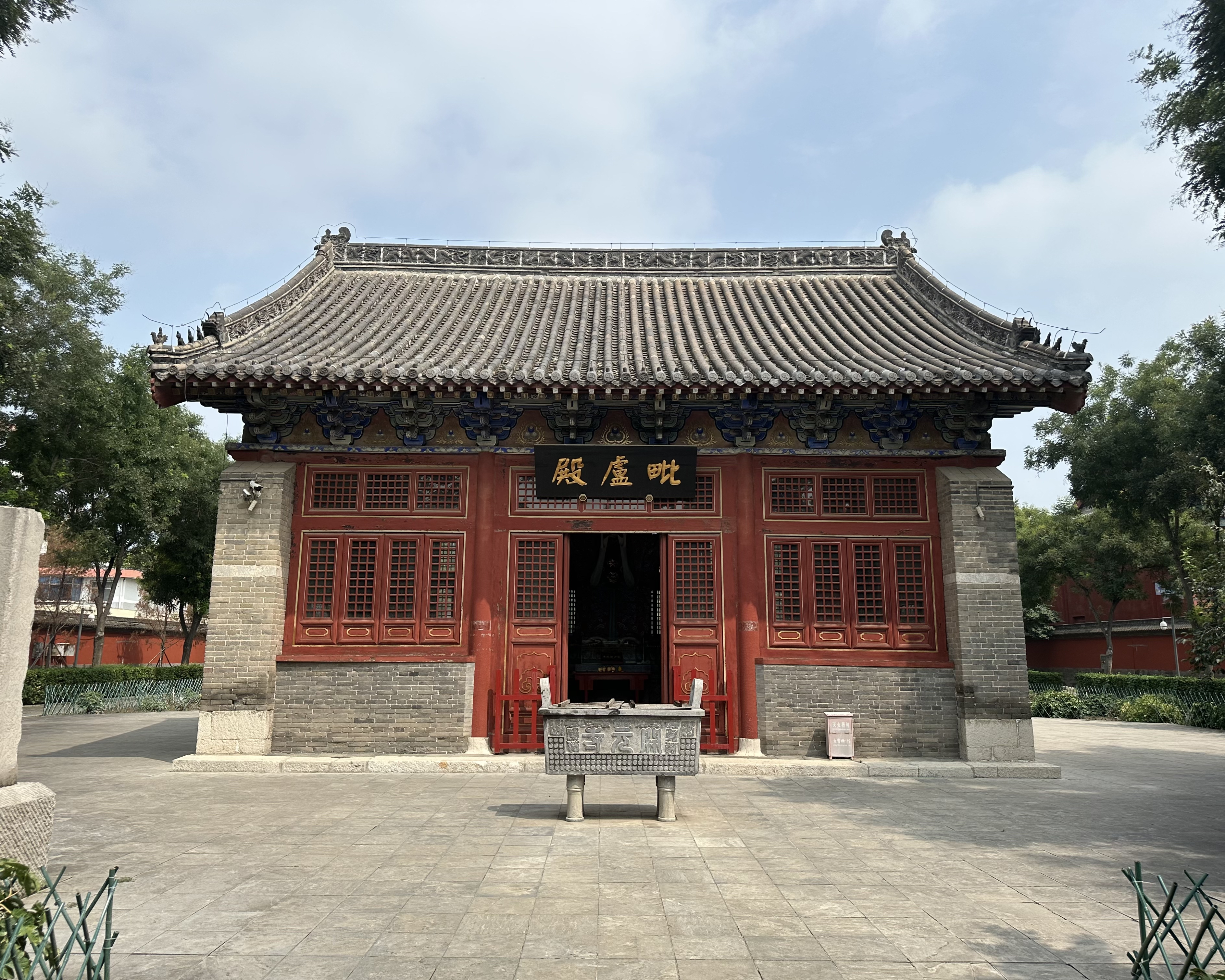
邢台开元寺毗盧殿

毗卢殿清代康熙年间被称为毗卢千佛阁，是开元寺中轴线上的第二座大殿，故也被称为二殿。毗卢殿为清代中国传统建筑，建筑面积约110平方米，面阔三间（超10米），进深三间（10米有余）。建筑单檐悬山顶，施灰色布瓦。檐下施三踩单昂斗拱，彻上露明造。:16-17屋脊正脊有龙纹雕刻，两端施吻兽，垂脊为花草雕刻，前端施脊兽。:17毗卢殿四门洞开。毗卢殿原有八卦站台，站台每角有龙头石雕。:81-83
毗卢殿于清代康熙、乾隆、咸丰年间修缮，但在1988年8月发生火灾，原建筑的梁架、门窗被烧毁。直至1997年，毗卢殿重修。毗卢殿内毗卢遮那佛像于21世纪初重塑。:17

#### 菩萨殿
菩萨殿在元代被称为观音殿，明代正德年间被称为大雄殿，明万历年间被称为菩萨殿，后也有释迦牟尼殿、释迦殿之称，是开元寺中轴线上的第三座大殿，故也被称为三殿。毗卢殿为明代中国传统建筑，建筑面积约227平方米，面阔五间（近20米），进深三间（11米有余）。建筑单檐硬山顶，施灰色布瓦。檐下施五踩双昂斗拱，彻上露明造。:17殿前檐下共有四根石柱，高约4.5米，柱围约2.5米。柱上有滚龙浮雕，由整块青石刻成，龙体突出柱外20厘米到35厘米。其中中间二柱各巨龙一条，或盘旋而上，或蜿蜒而下；东西两柱各幼龙三条，或青云直上，或俯冲而下，或反复折回。除龙石雕外，各柱还有卷叶、花卉、浮云、火苗等图案雕刻。石柱下部刻有捐献人的籍贯和姓名。也刻有“正德十三年七月十五日吉旦建立”字样。:17殿内梁架上存清代书法题记，内容为“大清乾隆三十一年岁次丙戌四月”。东壁残存壁画，但内容无法辨识。西壁存达摩渡海图为内容的壁画。:17
菩萨殿建于元代万安广恩所修建的普门宝塔旧址处，明代正德十三年（1518年）重修时，无力重建宝塔而建大殿，并将前檐柱改为浮雕滚龙石柱。1994年，对菩萨殿维修。殿内雕像于2010年重塑。:17:83-86

#### 大雄宝殿
大雄宝殿在明、清时期被称为药师殿，中华民国大陆时期也被称为大雄殿，也有三世佛殿之称，是开元寺中轴线上的第四座大殿，故也被称为四殿，是古开元寺的核心建筑。大雄宝殿为明代中国传统建筑，建筑面积约518平方米，面阔七间（约26米），进深四间（近13米）。建筑单檐歇山顶，施绿色琉璃瓦，黄色琉璃瓦剪边，屋顶铺有斜长方格图形。檐下施七踩双昂斗拱，彻上露明造。殿内施减柱造。:18大雄宝殿正门的西侧墙存重修药师宝殿砖铭，内容为“重修药师宝殿南无阿弥陀佛观世音菩萨大势支菩萨嘉靖四年七月十九日立”。殿内柱础也有修缮题记。:86:18
大雄宝殿先后于明代嘉靖、清代顺治、乾隆、中华民国大陆时期、1988年维修、重修。1996年，大雄宝殿作为邢台市佛教协会使用。邢台市佛教协会为殿内塑佛像。:18

### 当代建筑及广场公园
新建成的邢台大开元寺东西宽100米，南北长300米。邢台大开元寺为五进式伽蓝七堂，中轴线上有牌楼、山门、观音殿、天王宝殿、韦驮殿、圆通宝殿、大雄宝殿、护国仁王佛阁法堂、藏经楼、千僧阁。中轴线两侧有客堂、钟楼、鼓楼、伽蓝殿、祖师殿等建筑。大开元寺的功能布局以“佛、法、僧”三宝分为三部分，分别是山门至大雄宝殿的大众朝礼区，面向大众开放，供大众礼佛祈福；法堂等讲学法务区，向参学进修者适时开放，用于听经闻法；千僧阁、寿昌院等组成的生活禅修区，不对外开放，是僧众的居住地。寺内观音殿前有莲花池。寺内植物以松柏为主，也包括银杏、梧桐、海棠、紫薇等，花卉包括月季、玉簪等。
开元寺广场公园位于大开元寺的东侧、西侧，面积超过5万平方米，其中水体面积1300平方米，绿化面积超过17000平方米。公园平面呈“L”型，可分为四个分区、入口广场区、佛教园林区、佛教历史文化区、停车场，三个主要入口位于公园南侧，两个次入口位于公园东侧。公园内有牌楼、人工湖、六度亭、八宝雕塑等，另有古城墙残段位于公园北端。其中三门七楼的牌楼高13米，宽近27米，上刻“盛世开元”镏金大字。自牌楼到大开元寺山门有青石甬道，中间有莲花石雕。甬道两侧有两组12盏八角石灯。公园内有以六度亭为中心的造景，包括溪、桥、假山等。园区内植物包括银杏、竹等。

## 主要文物

### 概说
除建筑外，开元寺内存有大量从唐到中华民国大陆时期的石碑时刻。但文化大革命后，开元寺内的石碑多被推到，散落在开元寺内外。现可见的时刻包括《十六面大佛顶尊胜陀罗尼经幢》《大佛顶尊胜陀罗尼经幢》《顺德府大开寺宏慈博化大士万安恩公碑》《顺德府大开元寺重建普门塔碑铭》《重修开元寺碑》《劝请万安大士建资戒坛碑》等。:100-107
开元寺塔林位于邢台市旧城西南隅邢台塔林内，邢台塔林分为南北两处，其中开元寺塔林占地30亩（20000平方米），也被称为大塔坟。开元寺有名望、修行好的僧人圆寂后放会有人设墓塔，包括圆融大师之塔、通悟大师之塔、宣公庄王之塔、普化大师之塔、弘济大师之塔、百泉禹禅师之塔等。邢台塔林原有近千座塔，到20世纪50年代中期尚存近百座，但经过文化大革命时期破坏后，塔林仅存大量原为塔座、塔身、塔刹及塔盖等部分的石构件。刘敦桢考察时对塔林拍摄多张照片，彼时可见塔林存石塔和砖塔两种材质，存在单层单檐塔、多层密檐塔等形制，存柱体正方形、长方形、六角形、八角形、椎体圆形等造型。:108-114
这些文物中，现藏于开元寺内的十六面尊胜陀罗尼经幢、大佛顶随求尊胜陀罗尼之幢、大铁钟为开元寺镇寺之宝。:1-6

### 十六面尊胜陀罗尼经幢
十六面尊胜陀罗尼经幢立于唐代大历五年（770年）或建中三年（782年），文化大革命时期遭破坏，宝盖以上所雕刻构件丢失。位于天王殿（一殿）西北侧。:56:18-20
十六面尊胜陀罗尼经幢，或称唐十六面大佛顶尊胜陀罗尼经幢等，为砂岩质，残高5米有余，地表以上约3米。经幢平面呈十六面体，每面宽18厘米。经幢顶部覆有八角幢顶，将顶檐、宝盖结合。檐脊前端有伏兽圆雕，宝盖下有花卉、飞天、瑞兽等纹样的浮雕。上部有一周浮雕莲瓣纹，纹上为十六个龛，每龛内有一尊坐佛，佛龛和坐佛原鎏金，其中东北佛龛下有一“吕”字。纹下有八个长方形卯眼，或用于安装构建，组合成更大的庑檐宝顶。经幢幢身第一到第九面镌刻着志静撰《佛顶尊胜陀罗尼经序》和《佛顶尊胜陀罗尼经》。:56:18-20

### 大佛顶随求尊胜陀罗尼之幢
大佛顶随求尊胜陀罗尼之幢，或称后梁大佛顶尊胜陀罗尼经幢等，立于后梁乾化五年（915年），原位于十六面尊胜陀罗尼经幢与万安恩公塔之间（邢台市第三中学操场附近），1963年尚余四层，高7米有余。文化大革命时期，经幢三、四层被破坏。1994年移至开元寺内。:94:21-23:92-96
大佛顶随求尊胜陀罗尼之幢为粉砂岩质，现仅存两层，高5米有余。经幢平面呈八面体，幢身每面宽34厘米，高187厘米。经幢上层有宝盖八角形宝盖，每角装饰有饕餮环绶，四周有璎珞纹，璎珞纹上有文殊、普贤等八尊佛像，盖底有云纹蟠龙浮雕。上层幢身的高浮雕造像分为上下两层，造型包括结跏倚坐佛、侍坐佛、右舒自在观音、柳枝露瓶观音等。下为莲座。下层覆有八角宝盖，工艺与上层略同，规格较大。幢身一面镌大字幢额，幢额下有译经人不空的姓名、称号等。该面的左边第二面到左第七面，镌不空翻译的《大佛顶随求尊胜陀罗尼经》，左第八面镌《树幢记》及树幢人提名。:94:21-23:92-96

### 大铁钟
开元寺的大铁钟于金代大定二十四年（1184年）铸成。原位于开元寺观音殿前，1977年曾迁至达活泉公园，2004年迁回寺院。:128:23-26:96-97
大铁钟通高3.2米，钮高半米，最大直径2.3米有余，最大围长近7.4米，最厚处超过0.2米，最薄处约0.1米，全钟重9.1吨。钟顶部为蒲牢纽，其下为一周覆莲纹，其下为8个镂空圆孔，圆孔平均分布，直径约0.1米。钟面铸有铭文、图案，分为四层，每层八格，钟口为莲瓣形。第一层分别铸有铭文及黄道十二宫，铭文内容为“香花供养 佛法僧宝”“皇帝万岁 重臣千秋”。第二层主要为铸造的时间“时大定甲辰岁丁卯月庚申朔戊子曰巽特铸造”及负责人“定远大将军行县令轻车都尉开国伯食邑七百户王璧；主簿阙；武义将军行县尉不术鲁蒲刺都”、参与铸造僧人、维那、施主等人名。第三层所铸也为人名，包括主持、铸钟匠人、炉匠等。第四层内容为八卦图象。:128:23-26:96-97